# Leopold Ungar

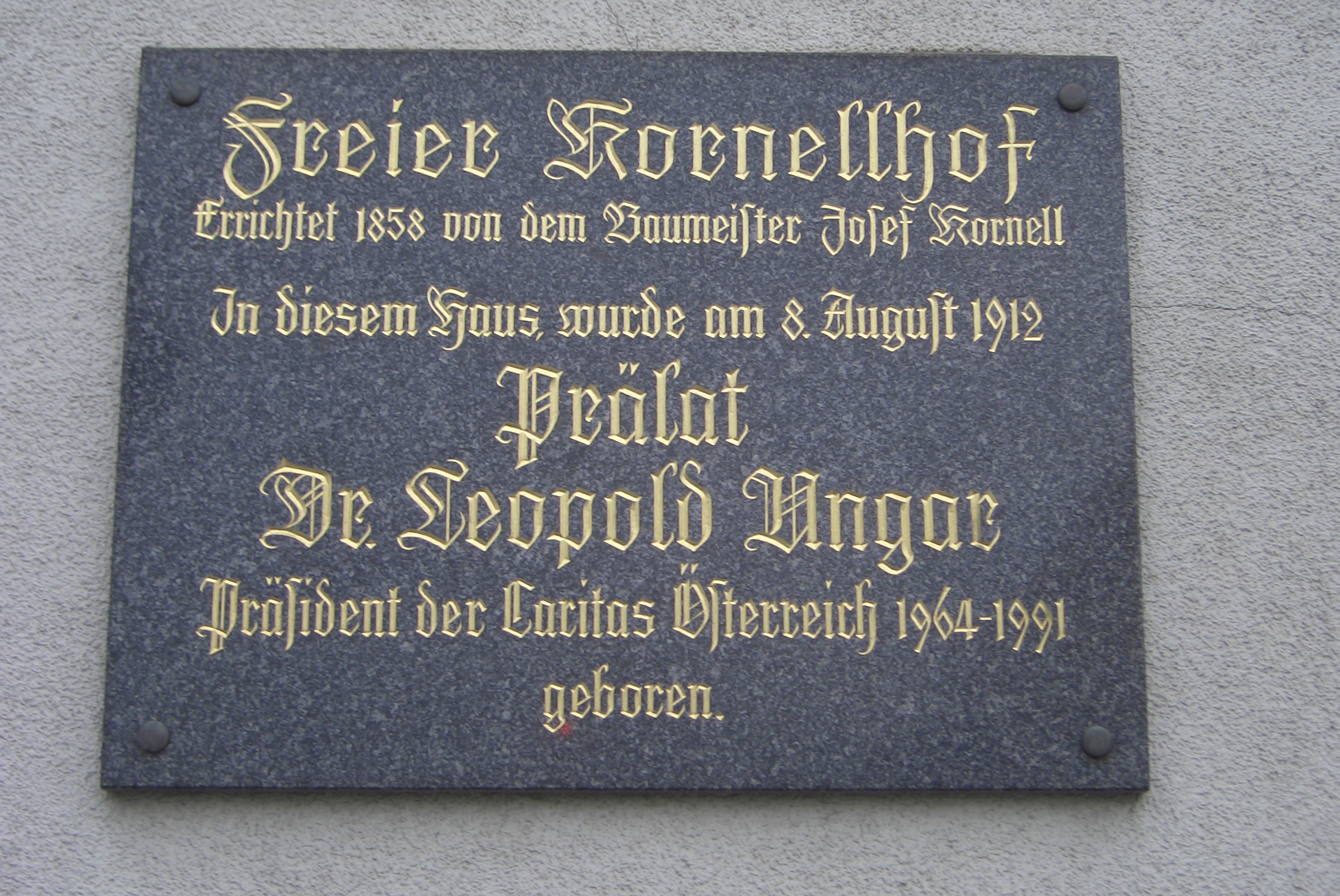
Gedenktafel am Geburtshaus Leopold Ungars in Wiener Neustadt (Grazer Straße 106)

Leopold Ungar (* 8. August 1912 in Wiener Neustadt, Österreich-Ungarn; † 30. April 1992 in Wien) war ein katholischer Geistlicher und langjähriger Leiter der Caritas Österreich.

## Leben
Leopold Ungar wurde 1912 als Sohn eines jüdischen Weingroßhändlers geboren. Während seiner Schulzeit stieß er auf die Schriften von Karl Kraus, die ihn nachhaltig prägten. Im Jahr 1935 promovierte Ungar zum Doktor der Rechte und trat nach der im selben Jahr erfolgten Taufe in das Wiener Priesterseminar ein. Wegen seiner jüdischen Abstammung musste er 1938 nach Frankreich fliehen. 1939 wurde er in Paris zum Priester geweiht. 1940 floh er vor den Nationalsozialisten nach England, wo er für einige Zeit als Enemy Alien interniert und nach seiner Entlassung als Seelsorger in Spitälern und Gefangenenlagern tätig wurde. 1947 kehrte er nach Österreich zurück und wurde Kaplan in Meidling (Wien) und 1948 auf der Wieden (Wien). 1950 wurde er Leiter der Caritas der Erzdiözese Wien und organisierte unter anderem 1956 die Hilfe für die Flüchtlinge des Ungarischen Volksaufstandes.
Am 1. Dezember 1988 gab er die Leitung an Helmut Schüller ab. Von 1964 bis 1991 war er Präses der Caritas Österreich sowie von 1969 bis 1972 der Vizepräsident von Caritas Internationalis - Regio Europa.
1953 wurde er zum Monsignore und 1963 zum Prälaten ernannt. Ungar, der eine Privatbibliothek von etwa 3000 Büchern besaß, starb am 30. April 1992 an Krebs.

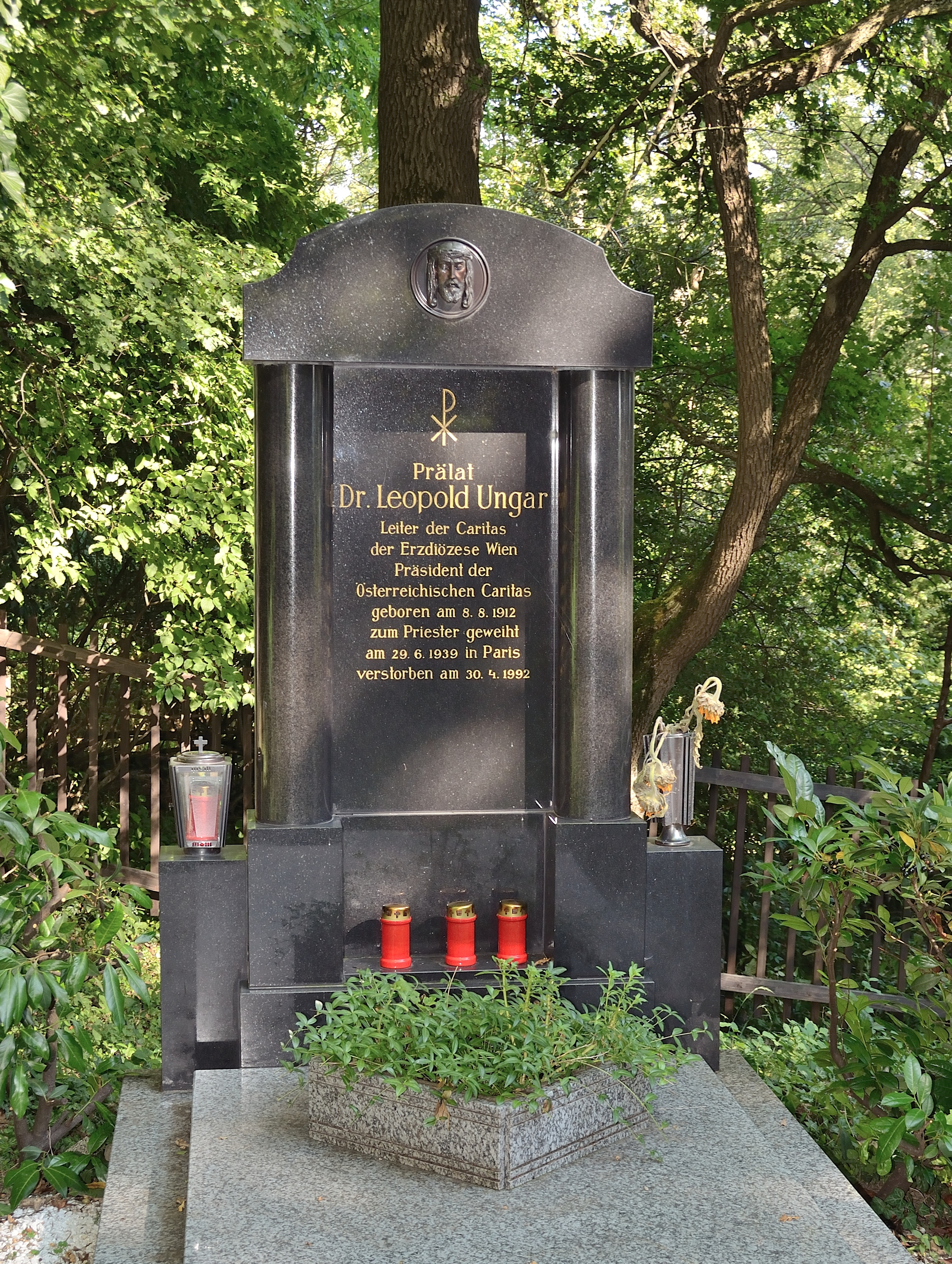
Grab Leopold Ungar

Sein Grab befindet sich auf dem Kahlenberger Friedhof in Josefsdorf.

## Anerkennungen
- 2001: Die Caritas der Erzdiözese Wien nennt das neue Caritas-Zentrum in Wien-Ottakring „Leopold-Ungar-Haus“.
- 2004: Der österreichische Journalistenpreis Prälat-Leopold-Ungar-JournalistInnenpreis wird nach Ungar benannt.
- 2014: Der Leopold-Ungar-Platz in Wien-Döbling wird nach ihm benannt.

## Werke
- (Hrsg.) Die Hungrigen speisen, die Traurigen trösten. Erfahrungen, Überlegungen, Experimente einer zeitgemässen Caritas. Herder, Wien u. a. 1978, ISBN 3-210-24562-2.
- Die Weltanschauung Gottes. Ephelant, Wien 1987, ISBN 3-900766-00-2.